# Vlási
Vlási är en ort i Grekland.   Den ligger i prefekturen Nomós Kardhítsas och regionen Thessalien, i den centrala delen av landet, 230 km nordväst om huvudstaden Aten. Vlási ligger 1 052 meter över havet och antalet invånare är 168.
Terrängen runt Vlási är bergig åt nordväst, men åt sydost är den kuperad.Runt Vlási är det mycket glesbefolkat, med 4 invånare per kvadratkilometer. Närmaste större samhälle är Mouzáki, 17,1 km norr om Vlási. I omgivningarna runt Vlási växer i huvudsak blandskog.